# Mikael 1. af Portugal
Mikael 1. (portugisisk: Dom Miguel I; 26. oktober 1802 – 14. november 1866) var konge af Portugal fra 1828 til 1834. 

## Biografi
Mikael ledte to oprør imod sin far, Johan 6. og måtte gå i eksil i Østrig. Ved faderens død i 1828 blev et kompromis arrangeret med broderen Pedro, kejser af Brasilien: Pedros unge datter Maria besteg Portugals trone, og Mikael og Maria blev forlovet. Mikael brød imidlertid aftalen og blev selv udråbt til konge. Pedros tilhængere gik til modangreb, og den vanskelige situation udløste en konflikt, hvor mange blev dræbt. Efter denne borgerkrig (1831-34) måtte Mikael 1. abdicere og gå i eksil i 32 år indtil sin død i Karlsruhe, Tyskland i 1866. Hans krav som tronprætendent blev videreført af hans søn Mikael 2., hertug af Braganza.